# Osnei de Lima
Osnei de Lima (Erechim, 26 de dezembro de 1974), é um cineasta brasileiro, ganhou duas vezes a  Mostra Competitiva de Cinema Super-8  do Festival de Gramado. Em 2001 como Melhor Filme do Júri com o filme "Come Gente" e em 2002 também na categoria Melhor Filme pelo Júri Popular com o filme "O Casamento de Jacutinga".